# Allodapula xerica
Allodapula xerica là một loài Hymenoptera trong họ Apidae. Loài này được Michener mô tả khoa học năm 1971.